# Anima (Gianni Celeste)
Anima è il dodicesimo album del cantante siciliano Gianni Celeste, cantato in lingua napoletana, pubblicato nel 1992.

## Tracce
1. Voglio a tte
2. Me vò cu tte
3. Chiove
4. Nun tuorne cchiù
5. Nun me fà perdere
6. Nun è Natale
7. Daniela
8. Te penso
9. Nun ce lassammo cchiù
10. Gelosia
11. Pe' restà cu tte
12. Lei se n'è andata
13. Sì piccirilla
14. Tu sì 'a cchiù bella
15. Un po' d'amore
16. T'aspetto
17. 'Ncopp' 'a spiaggia
18. Sì tu
19. Scugnizziello
20. L'amante
21. Non buttare l'amore